# عالم الأحلام (جهاز السردي)

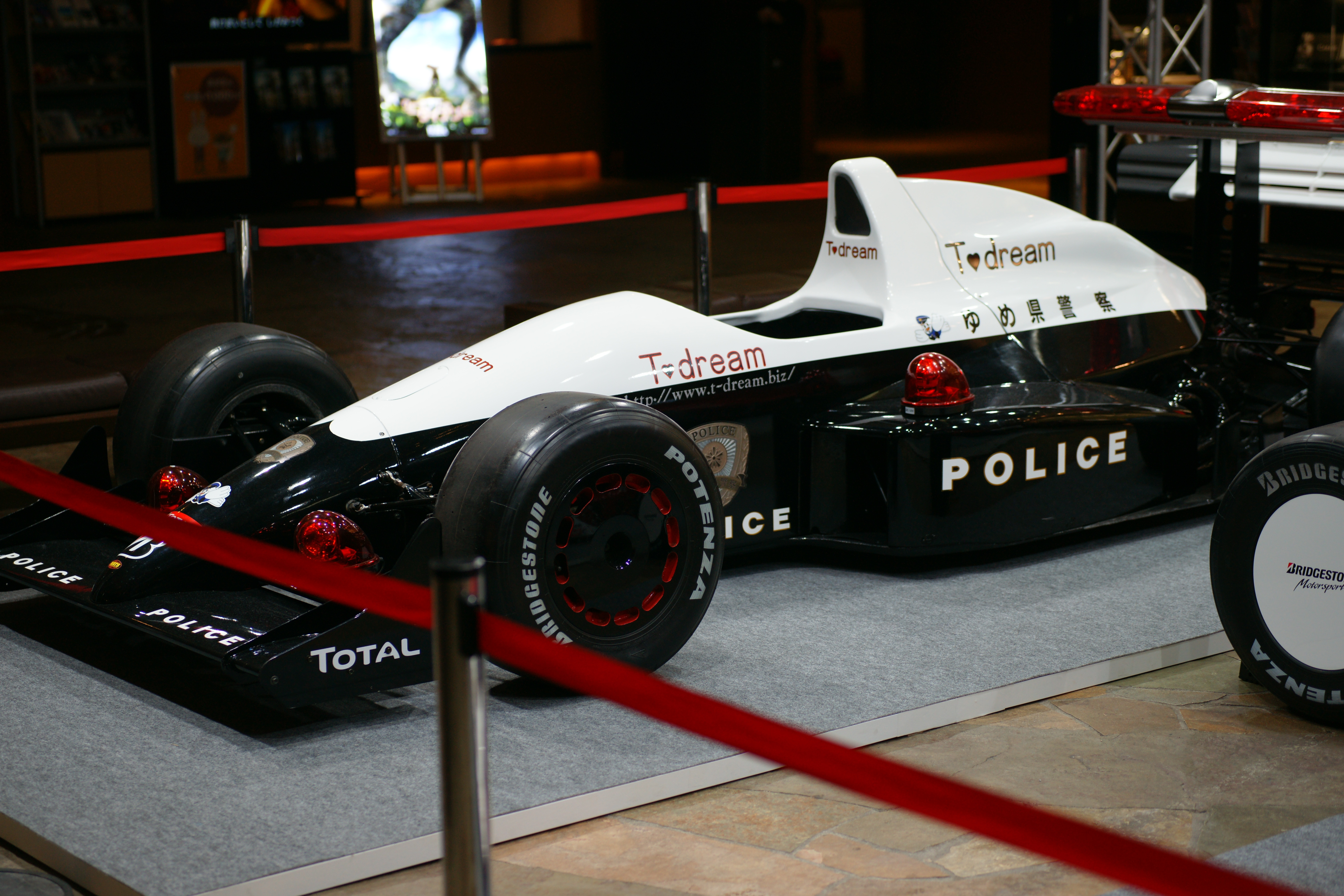
الحلم في الفن.

عوالم الأحلام (التي تسمى أيضًا عوالم الأحلام أو العوالم الوهمية) هي جهاز سردي شائع يستخدم في الأعمال الخيالية ولا سيما في أعمال الخيال العلمي والخيال السحري، استخدام عالم الأحلام يخلق حالة يتم وضع شخصية (أو مجموعة من الشخصيات) في بيئة رائعة وغير متوقعة ويجب عليها التغلب على عدة مشاكل شخصية للخروج منها. عالم الأحلام يعمل أيضًا عادة على تعليم بعض الدروس الأخلاقية أو الدينية للشخصية التي تعيشها - درسًا سيكون الشخصيات الأخرى غير مدركة له ولكنه سيؤثر على القرارات المتخذة بشأنهم. عندما يتم إعادة إدخال الشخصية إلى العالم الحقيقي (عادةً عندما يستيقظون)، يطرح السؤال حول ما يشكل الواقع بالضبط نظرًا للتذكر الواضح والتجارب في عالم الأحلام، وفقًا لتولكين تتناقض عوالم الأحلام مع عوالم الخيال؛ حيث يكون للعالم وجود مستقل عن الشخصيات التي تعيش فيه. مع ذلك قد استخدم بعض الكتاب العملية الحالمة كوسيلة للوصول إلى عالم يتمتع في سياق الخيال بنفس التماسك والتسلسل الزمني كالواقع المادي. وقد تم انتقاد استخدام "إطارات الأحلام" لاحتواء عالم الخيال وشرح عجائبه وأصبح ذلك أقل شيوعًا بكثير.

## الأدب
لوكوس أمونوس هو نمط مماثل يحظى بشعبية في الأدب الوسيط (خاصة في الأليغوريا والرومانسية)، يتم استحضار عالم الحلم أحيانًا في رؤى الأحلام مثل كتاب الدوقة وبيرز بلومان.
أحد أشهر عوالم الأحلام هو عالم "وندرلاند" في رواية لويس كارول "مغامرات أليس في بلاد العجائب"، بالإضافة إلى "عالم المرآة" في تكملة الرواية "عبر المرآة"، على عكس العديد من عوالم الأحلام الأخرى فإن المنطق في عوالم كارول يشبه منطق الأحلام الفعلية مع تداخلات وروابط سببية مرنة، تشكل رواية "سميرت" لجيمس برانش كابيل وتكملتيها عالم حلم موسّع ويقع معظم أحداثها في عالم الأحلام.
أحداث رواية "الجسر" لإين بانكس تجري في عالم الأحلام وتشمل عوالم الأحلام الخيالية الأخرى "عوالم الأحلام" في أسطورة الأحلام له  لافكرافت وعالم "فانتازيا" في رواية "القصة التي لا تنتهي" التي تتضمن أماكن مثل "صحراء الأحلام المفقودة" و"نبحر الاحتمالات" و"مستنقعات الحزن"، يتم استكشاف عوالم الأحلام والهلوسات المشتركة والواقعيات البديلة في عدد من أعمال فيليب ديك، مثل "ثلاث آلام لبالمر إلدريتش" و "يوبيك". استكشفت موضوعات مماثلة من قبل خورخي لويس بورخيس مثل "الأطلال الدائرية"، تلك الأمثلة تعكس الطرق الغنية والمتنوعة التي تم بها تصوير عوالم الحلم في الأدب مما يوفر للكتاب منصة لاستكشاف الخيال والرموز والعقل الباطن.
في سلسلة كتب "عجلة الزمن"، تعد "تيل أران رهيود" عالم حلم يوجد على مقربة من العالم الحقيقي. الأشياء والمواقع الفيزيائية التي لا تتغير بشكل متكرر في العالم الحقيقي لها توازي في تيل أران رهيود. يمكن للأشخاص العاديين أحيانًا الانزلاق إلى تيل أران رهيود أثناء نومهم، والأحداث التي تحدث في هذا العالم الحلمي لها تبعات في العالم الحقيقي. فإن الشخص الذي يموت في تيل أران رهيود لن يستيقظ مرة أخرى، وفي عدة حالات يتم عرض أن الإصابات الجسدية التي يحصل عليها هناك تستمر في العالم اليقظ، يمكن التحكم في تيل أران رهيود بطريقة مشابهة للحلم الواعي، يوجد عدة شخصيات في السلسلة يمكنها دخول تيل أران رهيود والتلاعب به وفقاً لإرادتهم أثناء نومهم. يمكن للشخص أن ينفصل عن تيل أران رهيود حتى يتمكن من التطلع مباشرة إلى أحلام الآخرين أو حتى الدخول إليها ولكن ذلك يحمل مخاطره، خاصة إذا كان للباحث رابطة عاطفية قوية مع الشخص الحالم. من الممكن أيضًا وعلى الرغم من أنه محظور بشدة أن يدخل الشخص جسديًا إلى تيل أران رهيود بجسده الفعلي بدلاً من ذلك بشكل ميتافيزيائي أثناء النوم، على الرغم من أن ذلك يعرض النسيج الحقيقي للعالم الأحلام للضرر، إلا أنه يمكن استخدام ذلك على سبيل المثال لتغطية مسافات كبيرة في وقت قصير.
"Paprika" (بابريكا) للكاتب ياسوتاكا تسوتسوي وهي رواية خيال علمي تتضمن دخول عوالم الأحلام باستخدام التكنولوجيا، يستخدم في الكتاب مراقبة الأحلام والتدخل فيها كوسيلة لعلاج اضطرابات العقل في المستقبل القريب، ينشأ الاضطراب عندما يتم سرقة جهاز جديد لتحليل الأحلام في العلاج النفسي مما يسمح للمهاجم بدخول أحلام الأشخاص والتلاعب بها.
في رواية الخيال العلمي النسوية "The Kin of Ata Are Waiting for You"، يحافظ أهل أتا على العالم الحقيقي من خلال أحلامهم، مما يجعل العالم الحقيقي شكلاً من أشكال الحلم.

## فلم
في فيلم عام 1939، تم تعديل عالم أوز في رواية "الساحر الرائع من أوز" من عالم خيالي (في الرواية) إلى عالم حلم لدوروثي؛ تم تحويل الشخصيات التي كانت سكانًا مستقلين في أوز إلى تجاويف حلم لشخصيات كانساس المقدمة.
في فيلم "الماتريكس"، يعيش نيو وبقية البشر في عالم حلم. تم توصيل أدمغتهم بشبكة حاسوب لخلق العالم الحلمي ومع ذلك يُجادل البعض في أن هذا ليس عالم أحلام؛ حيث يبدو طبيعيًا تمامًا ولا يمكن تمييزه عن الواقع (باستثناء اختلافات الزمن)، في سلسلة أفلام رعب "كابوس في شارع العنب" في الثمانينيات من القرن الماضي تم تقديم عالم حلم مظلم يسكنه القاتل المتسلسل الخارق فريدي كروجر.
في فيلم "Sharkboy and Lavagirl" تدخل الشخصيات الرئيسية عالماً يتم تخيله بواسطة صبي صغير من أجل إنقاذ العالم الحقيقي، "داون تاون" هو أرض الكوابيس التي يذهب إليها جميع الأشخاص الذين يرقدون في حالة غيبوبة في فيلم "Monkeybone".
تظهر عوالم الأحلام أيضًا في أفلام. "Total Recall" و "Vanilla Sky"
فيلم "Paprika" (بابريكا) الذي انتج في عام 2006 هو فيلم أنمي مقتبس من رواية بنفس الاسم من عام 1993 الذي يتضمن دخول وتلاعب في عوالم الأحلام باستخدام أجهزة تحليل الأحلام.
في فيلم "حياة يقظة" تجري معظم أحداثه في عالم حلم تقريبًا بالكامل.
في فيلم "البداية" من عام 2010 تنشئ الشخصيات الرئيسية عوالم أحلام مصطنعة وواقعية وواضحة ويدخلون الآخرين إلى تلك العوالم الحلمية ويقومون بأشياء مختلفة باستخدام أدمغتهم دون علمهم، قد يشمل ذلك "استخراج" الذي يتضمن سرقة الذكريات والأسرار و"البداية" التي تعني زرع فكرة في العقل ويوجد أمور أخرى أيضًا.

## الكتب المصورة والروايات الجرافيكية والرسوم المتحركة
واحدة من أقدم شرائط الكوميكس في الصحف التي تروي مغامرات ليتل نيمو في سلامبرلاند كانت تتناول موضوع عالم الأحلام.
تم تكليف الكاتب نيل جايمان بإعادة تصور شخصية عصر الذهب "الرجل الرمل". في نسخته يصبح الرجل الرمل "دريم" سيد الأحلام (المعروف أيضًا لشخصيات مختلفة طوال السلسلة باسم مورفيوس وأونيروس وصانع الأشكال وسيد الحلم وملك الأحلام والحلم المتسلل وقط الحلم ومورفي وكايكول والسيد لزوريل) وهو ببساطة تجسيد إنساني للأحلام، في بداية السلسلة يتم أسر مورفيوس بواسطة طقوس خفيّة ويُحتجز كأسير لمدة 70 عامًا، يتمكن مورفيوس من الهروب في العصر الحديث وبعد أن ينتقم من أسياده يبدأ في إعادة بناء مملكته التي تدهورت أثناء غيابه.
تظهر عوالم الأحلام أيضًا في أعمال أخرى مثل روزن مايدن (Rozen Maiden)، وفي عوالم "الأوتباك" في سلسلة The Maxx، وفي الويب كوميك "ذا دريملاند كرونيكلز" (The Dreamland Chronicles)، وفي فيلم Sailor Moon Super S the Movie:Black Dream Hole
حلقة "Dreamscape" من مسلسل American Dragon Jake Long تدور أحداثها بشكل رئيسي في عالم الأحلام، كذلك بالمثل تستخدم حلقة Xiaolin Showdown بنفس العنوان أيضًا عالم الأحلام في قصتها
في سلسلة المانغا من تأليف Clamp مثل X/1999، تسوباسا كرونيكل، و xxxHolic، يكون العالم الحلمي ذو أهمية كبيرة للأحداث التي تحدث في كل قصة ويتبين في وقت لاحق في سلسلة xxxHolic أن العالم الحلمي نفسه هو عالم مستقل كجزء من عالم Clamp المتعدد الأبعاد، كذلك في سلسلة روايات الجرافيك "Bone" لجيف سميث يكون الجهاز الأساسي للقصة هو عالم الأحلام المسمى "الحلم"، يوجد بشكل مستقل عن العالم الحقيقي ويوصف بشكل مشابه للنهر حيث يقال إنه "يتدفق" من خلال الناس في "تيارات".
في جوجوز بازار أدفنتشر جزء 3 "ستاردست كروساديرز" يتم وضع جوتارو وأصدقائه الذين وجدهم في عالم احلام في شكل مدينة ترفيهية من قبل مانيش بوي وقوته "ديث 13".
أنتجت قناة CITV في عام 1990 سلسلة تلفزيونية مُتحركة للأطفال تسمى "ذا دريمستون" (The Dreamstone) واستوحت إعداداتها من عوالم الأحلام.
في سلسلة الرسوم المتحركة "جاي جاي الطائرة النفاثة" (Jay Jay the Jet Plane)، تحدث المغامرات التي لا تستطيع الطائرات النفاثة التنفس بها (تحت الماء وفي الفضاء) كأحلام.
في حلقة "دريمسكابيرز" من مسلسل Gravity Falls، تجري الأحداث في عالم الأحلام؛ حيث توضع الشخصيات في ذهن شخص ما وفي هذه الحلقة يستدعي جيديون شيطان الأحلام بيل سيفر لغزو عقل ستان وسرقة تركيبة الخزنة التي تسمى فينسيندوريا، يذهب ديبر بينز مع شقيقته مابل وصديقه سوس أيضًا إلى عقل ستان لإيقاف بيل من اكتشاف التركيبة.
في مسلسل Archer، يتم إعادة تصور الأحداث في ثلاثة عوالم مستقلة من الموسم الثامن إلى العاشر، عندما يدخل الشخصية الرئيسية ستيرلينج أرتشر في غيبوبة بعد تعرضه لإصابة بالرصاص ويعيش استكشافات مشبعة بالحياة وكأنها أحلام داخل عقل ستيرلينج.

## التلفاز
في حلقة "Waking Moments" من مسلسل Star Trek: Voyager، تستخدم عدة عوالم حلم واستيقاظ زائف.
في حلقة UFO المعروفة بـ "Ordeal"، يتم تفسير اختطاف فوستر وإنقاذه على أنه حلم.
في مسلسل Dallas، تم تفسير الموسم الثامن بأكمله بشكل متأخر في بداية الموسم التاسع على أنه حلم لشخصية بوبي إيوينج.
في حلقة "Dreamworker" من مسلسل Xena: Warrior Princess، يختطف إله الأحلام مورفيوس غابرييل ليكون عريسها ولكن تتبعهما زينا إلى عالمه، عالم الأحلام، حيث تحارب من أجل منع حفل الزواج القسري القادم.
في حلقة "Amy's Choice" من مسلسل Doctor Who يتم تصوير عوالم حلم متعددة، حيث تم اكتشاف أنه تم تسببها بواسطة بذور طفيلية. يتم إعادة زيارة عوالم الأحلام في حلقة عيد الميلاد الخاصة بـ Doctor Who بعنوان "Last Christmas"، التي تصور أحلام داخل أحلام تسببها كائنات تمتص العقول.

## العاب الفيديو
لعبتي فيديو هما The Legend of Zelda: Link's Awakening وSuper Mario Bros.2 تدور في عالم الأحلام، حيث تحدث أحداثهما في حلم سمكة الرياح التي يجب على لينك وماريو أن يوقظاها على التوالي.
لعبة Alundra تدور حول شخص يُدعى "دريمووكر" (Dreamwalker) الذي يمكنه دخول أحلام الناس. تقع أحداث اللعبة على جزيرة حيث يعاني سكان قرية محلية من كوابيس متكررة تسبب في بعض الأحيان الموت، باستخدام قدرته على الدخول إلى أحلام الآخرين ويحاول آلوندرا وهو البطل الرئيسي مساعدة السكان عن طريق الدخول إلى أحلامهم.
في الجزئين الأولين من سلسلة EarthBound يجب على البطل (نينتن في EarthBound Zero ونيس في EarthBound) السفر إلى عالم الأحلام المسمى "ماجيكانت" (Magicant) ومع ذلك فإن اثنين من عوالم ماجيكانت مختلفين عن بعضها البعض، يزور نينتن ماجيكانت الخاص به وهو بلون وردي فاتح ويحتوي على أبراج من الصدف والسحب مرات متعددة خلال القصة حتى يتبين أنه ليس ماجيكانت الخاص به ولكنه مجرد مجموعة من ذكريات جدته الكبرى ماريا، أما ماجيكانت نيس فهو عبارة عن أرض غريبة بشكل فضائي في بحر أرجواني يستطيع نيس الوصول إليها فقط عندما يسجل اللحن الثمانية في صخرة الصوت الخاصة به، ثم يجب عليه السفر إلى مركزها من أجل التغلب على ضعفه ويتميز ذلك بمعركة ضد "كابوسه" (وهو مظهر مشابه للتمثال "ماني-ماني" وهو عنصر غامض يواجه في عالم حلم آخر يُسمى مونسايد) وامتصاص قوة الأرض في قلبه.
حوالي نصف لعبة Tak 2: The Staff of Dreams تدور في عالم الأحلام، أما الموطن لعصا الأحلام (Staff of Dreams) التي تم تقسيمها في وقت لاحق بواسطة الدبوس والإبر؛ حيث يكون لدى تاك نصف العصا ولدى الدبوس والإبر نصف عصا كوابيس الليل (Staff of Nightmares). بحلول نهاية اللعبة يتمكن تاك من استعادة العصا.
في لعبة Dragon Quest VI: Realms of Reverie، تنقسم اللعبة بين عالمين يُعرفان في البداية بالعالم الحقيقي (Real World) وعالم الأشباح (Phantom World). يُطلق عليه هذا الاسم لأن أي كائن من العالم الحقيقي يصبح غير مرئي بالنسبة لسكان عالم الأشباح ويمكنه أن يصبح مرئيًا فقط بعد تناول الإكسير الخاص، بعد مرور بعض الوقت يتضح أن عالم الأشباح هو في الواقع العالم الحقيقي بينما يُطلق على العالم الحقيقي السابق اسم عالم الأحلام (Dream World) الذي يتكون من أحلام سكان العالم الحقيقي؛ حيث لكل فرد نظير في عالم الأحلام، بالإضافة إلى ذلك يخطط الشرير الرئيسي للعبة ديثتامور لمحاولة دمج كل من العالم الحقيقي وعالم الأحلام مع "عالمه الظلامي" في محاولة للسيطرة على العالم.
في لعبتي Dreamfall: The Longest Journey وDreamfall Chapters، يمكن للبطلة زوي كاستيلو السفر إلى ماركوريا من خلال الأحلام، يوجد عالم ثالث يُسمى "Storytime" مستوحى من الأساطير الأسترالية للحلم الأسترالي وهو مكان الخلق وحيث تبدأ وتنتهي كل قصة، بالإضافة إلى ذلك يجب على البطلة أن توقف شركة تُدعى واتي-كورب التي ترغب في سرقة الأحلام والذكريات من الناس من خلال جهاز الترفيه الجديد الخاص بهم: الدريماشين الذي يسمح للناس بإنشاء أحلام واعية.
في لعبة فاينل فانتسي 8 يعيش الفريق الرئيسي من الأبطال حياة ثلاثة جنود احيانًا وهم لاغونا وكيروس ووارد في ما يسمونه "عالم الأحلام" (الذي في الواقع هو الماضي) من خلال امرأة غامضة ومبدعة تعرف كلا الطرفين، كل زاناركند في لعبة Final Fantasy X وإعادة تصميمها عالية الدقة (HD)، كان حلمًا وكذلك الشخصية الرئيسية تيدس.
في لعبة الفيديو The Elder Scrolls IV: Oblivion يوجد مهمة قصيرة تجري في عالم الأحلام، في لعبة الفيديو Fallout 3 تشمل مهمة القصة الرئيسية دخول الشخصية الرئيسية إلى محاكي واقع افتراضي يُشار إليه باسم "ترانكويليتي لين" (Tranquility Lane)، وهو محاكاة لعالم الأحلام لحي الضواحي في الخمسينات.
في لعبة الفيديو درايفر: سان فرانسيسكو، يتعرض الشخصية الرئيسية جون تانر لحادث سيارة يُدخله في غيبوبة، تجري اللعبة في عالم أحلامه لكن الشخصية نفسها لا تدرك أنها تحلم، بدلاً من ذلك يعتقد أنه محظوظ لنجاته وبذلك يعتقد أنه حصل على قدرة الاستحواذ على أشخاص آخرين، خلال اللعبة ستتحول العديد من اللوحات الإعلانية إلى اللون الأسود وتعرض رسائل "استيقظ".
في لعبة Mario & Luigi: Dream Team لجهاز نينتندو 3DS يوجد وسائد حجرية يمكن لويجي استخدامها لاستدعاء بوابة إلى أحلامه مما يتيح لماريو القفز داخلها وإنقاذ مخلوق بييلو (Pi'illo) المحاصَر داخل الوسادة، يرافق ماريو نسخة حالمة من لويجي تُسمى دريمي لويجي (Dreamy Luigi) الذي يمتلك قدرات هائلة بما في ذلك التكاثر كما يظهر في "هجمات لويجيناري" التي يمكن فتحها في اللعبة بالإضافة إلى القدرة على النمو والتحول إلى عملاق.
في لعبة Pokémon Black and White وجزئها التالي يمكن للاعبين وضع أحد أنواع بوكيمونهم باستخدام نظام يُعرف بـ "Game Sync"، عندما ينام البوكيمون الذي تم وضعه سيتم إرساله إلى موقع ويب خاص حيث يمكن للاعب أن يلعب مع بوكيمونه في عالم بديل يُسمى "Dream World".
في لعبة Kingdom Hearts 3D: Dream Drop Distance وفي الجزء السابع تحديدًا يتم إرسال البطلين الرئيسيين إلى عوالم تختلف عن الواقع والتي يحلمان بها لاجتياز امتحان العلامة المميزة.
تدور سلسلة ألعاب Klonoa حول شخصية كلونوا الرئيسية وهو مسافر في الأحلام يُستدعى لاستعادة التوازن في عوالم الأحلام المعرضة للخطر، مثل في لعبة Klonoa: Door to Phantomile حيث يتعين عليه استعادة التوازن في عالم Phantomile وفي لعبة Klonoa 2: Lunatea's Veil حيث يجب عليه استعادة التوازن في عالم Lunatea. بطريقة مشابهة، تتميز سلسلة ألعاب Nights بشخصية البطلة التي تحمي الأحلام، وتتضمن عوالم الأحلام Nightopia وNightmare، التي تشكل معًا البُعد الليلي.
تدور أحداث لعبة بلود بورن في عالم الأحلام، أو جزء فيه، مع وجود مناطق مثل كابوس مينسيس وحلم الصياد. يُشير الأمر إلى أن المدينة بأكملها التي تجري فيها اللعبة هي حلم جماعي ومستدام يساهم فيه جميع سكانها، سواء كانوا بشرًا أو متحولين أو كائنات كونية.
في لعبة Tales of Maj'Eyal يوجد صنف يسمى Solipist وهم الذين يعتقدون بأن العالم هو حلمهم الخاص (على الرغم من أن ذلك يقترب أكثر من حجة الحلم بدلاً من الأنانية المطلقة) مما يمنحهم قوى نفسية تستند إلى الحلم الواعي.
يوجد كذلك عوالم أحلام أخرى مثل Maginaryworld في لعبة Sonic Shuffle، و Dream Depot في لعبة Mario Party 5، عوالم الأحلام التي تستكشفها مادوتسوكي في لعبة Yume Nikki وأيضًا Headspace في لعبة Omori.